# Ania Cecilia
Annamaria Lequile, nota anche con lo pseudonimo di Ania Cecilia (Napoli, 1º novembre 1978), è una cantautrice italiana.

## Biografia
Si avvicina alla musica in famiglia infatti assieme al padre fa le sue prime esibizioni; successivamente entra a far parte di un gruppo rock: i Rock Impression.
A partire dal 1999 inizia a scrivere i suoi brani, decide così di partecipare all'Accademia di Sanremo con il nome di Maya, giungendo alle semifinali della manifestazione.
Decide quindi di staccarsi dai Rock Impression e di entrare a far parte di un'altra band: gli Onirica, con cui si avvicina al rock elettronico.

### Il primo album:Tutto e niente
Nel 2002 inizia la collaborazione con il produttore e arrangiatore Luca Rustici, realizzando nel 2005 il suo primo singolo Tutto e niente, brano con cui partecipa alla selezioni dei giovani del festival di Sanremo 2005, mancando l'inserimento tra i 12 partecipanti al Festival.
Nel 2006 pubblica il primo album, che riprende il titolo del singolo Tutto e niente, a cui fa seguito un tour. In questi anni scrive anche Ho te per Lee Ryan e Alibi per Mina.

### Il secondo album:Nuda
Nel novembre del 2007 pubblica il singolo È tutto qui, che anticipa l'uscita del suo secondo album Nuda, avvenuta nel maggio del 2008, a seguito del quale si impegna in un nuovo tour in giro per l'Italia.
In questo album è contenuto il pezzo Cambiami il destino, un brano che tratta un forte argomento quale quello della pena di morte. Il video, diretto da Giuseppe Amorisco, viene scelto da Amnesty Italia per la sua campagna contro la pena di morte; a seguito di ciò Ania viene premiata nel corso della quarta edizione della manifestazione Videoclip 2008-Il cinema incontra la musica.
Nel 2008 scrive per Mietta Quanto ci vorrà e alcuni brani per Antonino.

### Sanremofestival.59
Nel 2009 partecipa a Sanremofestival.59, manifestazione collegata al Festival di Sanremo 2009. Ania vince la competizione e si esibisce sul palco del teatro Ariston con il brano Buongiorno gente durante la serata finale. In quell'occasione riceve anche il premio SIAE, consegnatole dal presidente Giorgio Assumma.
Nel 2011 scrive Il mio comandamento per Giusy Ferreri e La vita è qui per Patty Pravo. Il 5 aprile 2011 esce Due soli..., il nuovo album di Mietta, con quattro testi scritti da Ania.

### Il terzo album:ROmantiCK Cinema
Ha partecipato alle riprese del film Una donna per la vita di Maurizio Casagrande con Neri Marcorè e Sabrina Impacciatore dove interpreta un ruolo minore.
Tra le colonne sonore del film, c'è anche il suo singolo Guardami che, in distribuzione radiofonica dal 31 agosto 2012, anticipa la pubblicazione del suo terzo album ROmantiCK Cinema, un disco pop-rock dalle ricercate sonorità anni ottanta.
La collaborazione con Casagrande continuerà negli anni successivi, con la partecipazione al suo spettacolo teatrale "Caffè notturno: c’è di peggio care signore".
Nel 2013 esce il secondo singolo estratto da ROmantiCK Cinema dal titolo Uaha accompagnato da un video in cui Ania balla insieme ad altri ballerini.
Alla fine del 2013 è tra i 60 finalisti alle selezioni del Festival di Sanremo 2014 per la categoria Nuove Proposte con il brano "Niente di speciale" senza però essere scelta tra gli 8 finalisti.

Dal 13 maggio 2014 è disponibile nei vari digital stores "Millecinquecento euro al mese", nuovo singolo in rotazione nelle radio dal 16 maggio che entra nella classifica dei singoli più venduti di iTunes.

Nell'estate 2015 esce un nuovo singolo, una ballata al pianoforte dal titolo "Ti vivrei lo stesso" che racconta l'amore viscerale per la musica nonostante le difficoltà del mercato discografico.

Il 6 maggio 2016 esce su iTunes e in radio con il singolo "Niente di speciale" accompagnato da un videoclip.
Nel 2022 torna con una nuova produzione, "L'anima fa rumore".

### Esordio come scrittrice conAmaranto
Nel 2017 debutta come scrittrice pubblicando il suo primo romanzo dal titolo Amaranto cui seguì la pubblicazione della canzone dedicata all'omonimo libro.

### Primo singolo con produzione inglese:More than a girl
Nel 2018 pubblica More than a girl prodotta dalla etichetta discografica inglese The Animal Farm

### Bye Bye Records Productions
Nel 2018 nasce la "Bye Bye Records Productions", etichetta discografica indipendente con sede a Londra, di cui è manager e direttrice artistica.

## Collaborazioni
Nel 2014 duetta con Massimo Ranieri nel brano "Sfumature", traccia presente nell'album "Senza 'na ragione" del cantante napoletano uscito a gennaio di quell'anno.

## Discografia

### Album
- 2006 - Tutto e niente
- 2008 - Nuda (re-pack nel 2009)
- 2012 - Romantick Cinema

### Singoli
- 2005 - Pezzi di vetro
- 2006 - Tutto e niente
- 2006 - Dagli occhi
- 2007 - È tutto qui
- 2008 - Nuda
- 2008 - Acqua e cenere (nella compilation A Christmas Time)
- 2009 - Buongiorno gente
- 2012 - Guardami
- 2013 - Uaha
- 2014 - Millecinquecento euro al mese
- 2015 - Ti vivrei lo stesso
- 2016 - Niente di Speciale
- 2017 - Amaranto
- 2018 - More than a girl
- 2022 - L'anima fa rumore

## Autrice
| Anno | Titolo                    | Artista       | Album                    |
| ---- | ------------------------- | ------------- | ------------------------ |
| 2005 | Ho te (Army of Lovers)    | Lee Ryan      | Lee Ryan                 |
| 2006 | Alibi                     | Mina          | Bau                      |
| 2008 | Quanto ci vorrà           | Mietta        | Con il sole nelle mani   |
| 2008 | Resta come sei            | Antonino      | Nero indelebile          |
| 2008 | Ci vuole più amore        | Antonino      | Nero indelebile          |
| 2008 | Il re del R'n'b           | Antonino      | Nero indelebile          |
| 2008 | Che mi dai                | Antonino      | Nero indelebile          |
| 2011 | Il mio comandamento       | Giusy Ferreri | Il mio universo          |
| 2011 | La vita è qui             | Patty Pravo   | Nella terra dei pinguini |
| 2011 | Che colpa ho              | Mietta        | Due soli...              |
| 2011 | Fotografie                | Mietta        | Due soli...              |
| 2011 | Restano intese            | Mietta        | Due soli...              |
| 2011 | Fra le mie mani e i sogni | Mietta        | Due soli...              |

## Filmografia
- Una donna per la vita, regia di Maurizio Casagrande (2011)

## Teatro
- Caffè notturno: c’è di peggio care signore, regia di Maurizio Casagrande e Antonio Casagrande (2014-2017)
- A tu per tre , regia Maurizio Casagrande (2022 ad oggi)

## Libri
- Ania Cecilia, Amaranto, PubGold, giugno 2017, ISBN 9788894839111.